# FEV1
Il FEV1 (Forced Expiratory Volume in the 1st second) o VEMS (Volume Espiratorio Massimo nel 1º Secondo) è un parametro della spirometria che indica il volume di aria espirata nel corso del primo secondo di una espirazione massima forzata e indica il grado di pervietà delle grandi vie aeree.

## Uso
In corso di patologie bronco polmonari ostruttive (BPCO e asma per esempio) il valore assoluto del FEV1 si riduce ed esso è strettamente correlato con il grado di broncocostrizione.
La misurazione del FEV1 viene anche utilizzata nelle tecniche di valutazione della iperreattività bronchiale aspecifica e della risposta bronchiale ai farmaci broncodilatatori.

## Gravità
La European Respiratory Society definisce come:
- lieve un'ostruzione in cui si ha un FEV1 uguale o inferiore all'80% del predittivo
- moderato se è compreso tra 60% e 40%
- grave se è al di sotto del 40%.